# Distretto di Pesé
Il distretto di Pesé è un distretto di Panama nella provincia di Herrera con 12.397 abitanti al censimento 2010

## Geografia antropica

### Suddivisioni amministrative
Il distretto è suddiviso in otto comuni (corregimientos):
- Pesé
- Las Cabras
- El Pájaro
- El Barrero
- El Pedregoso
- El Ciruelo
- Sabanagrande
- Rincón Hondo